# Roscigno
Roscigno è un comune italiano di 575 abitanti della provincia di Salerno in Campania. Fa parte della comunità montana Alburni, del parco nazionale del Cilento, Vallo di Diano e Alburni e della diocesi di Teggiano-Policastro.
Il nome del paese è una derivazione dalla dizione dialettale "russignuolo", vale a dire usignolo.
Ha una economia agricola: abbondano sul suo territorio numerosi terreni coltivati ad olivi e viti.

## Geografia fisica

### Roscigno Vecchia

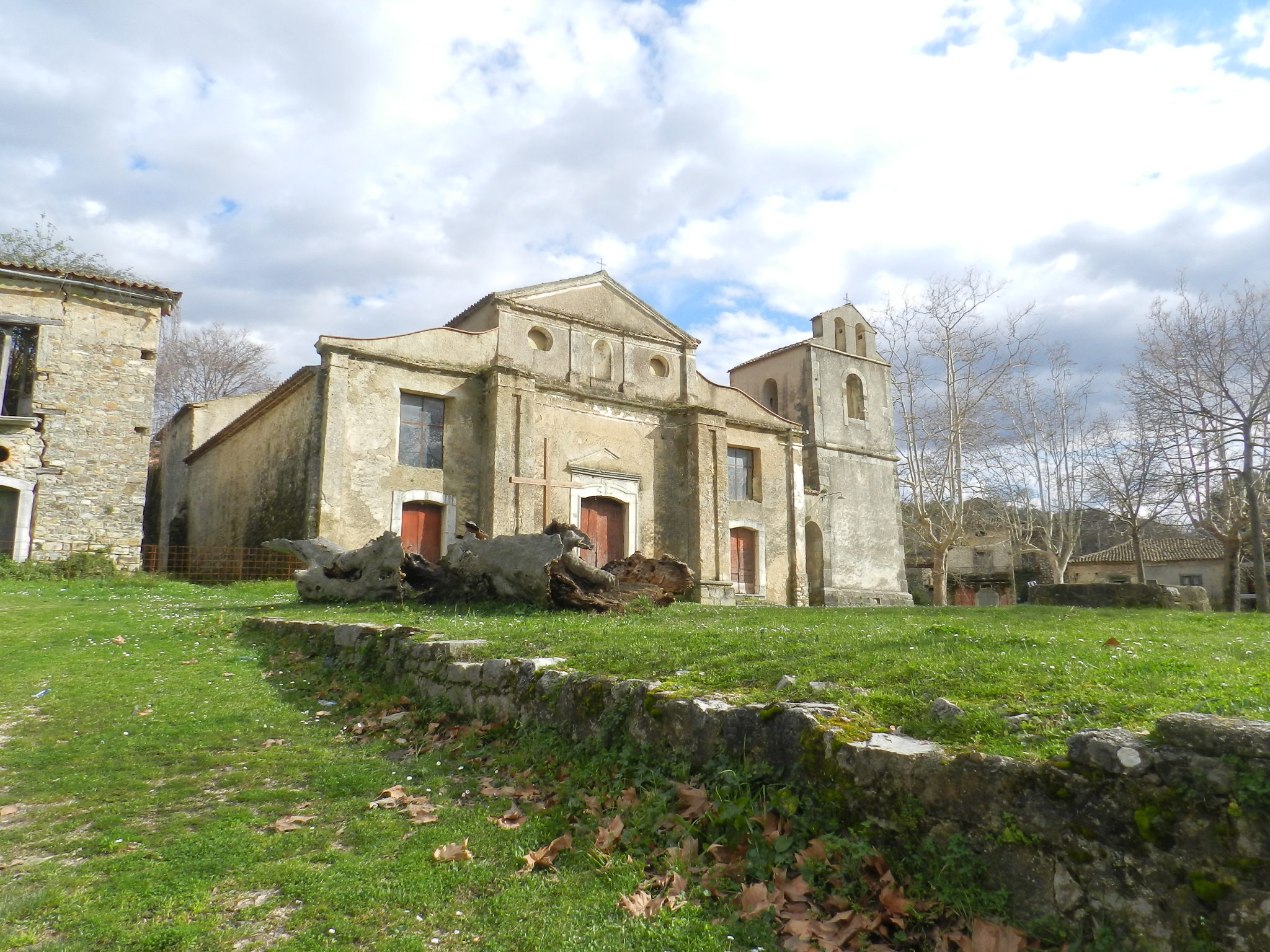
La chiesa di San Nicola di Bari a Roscigno Vecchia

Il Comune di Roscigno è ubicato nell'area montuosa del Cilento, al confine con i monti Alburni e si divide in due parti: Roscigno Vecchia e Roscigno Nuova. Roscigno Vecchia, il centro storico, è una frazione completamente disabitata da tempo a causa della presenza di diverse frane. Il centro storico di Roscigno iniziò a svuotarsi intorno all'anno 1902 a causa di due ordinanze del Genio civile (la legge speciale n. 301 del 7 luglio 1902 e la legge n. 445 del 9 luglio 1908), che obbligarono la popolazione al trasferimento nell'attuale ubicazione del paese, Roscigno Nuova.
In Roscigno Vecchia, nel 2023, risiedeva un solo abitante (Giuseppe Spagnuolo, deceduto nel gennaio 2024) che, dopo la morte di Dorina, unica vera ultima residente, trasferitosi in una delle vecchie case, trascorreva le giornate per le vie deserte del paese dove, talvolta, giungeva qualche turista; il solitario abitante ne approfittava allora per fare da cicerone.
- Classificazione sismica: zona 2 (sismicità media), Ordinanza PCM. 3274 del 20/03/2003.

## Storia

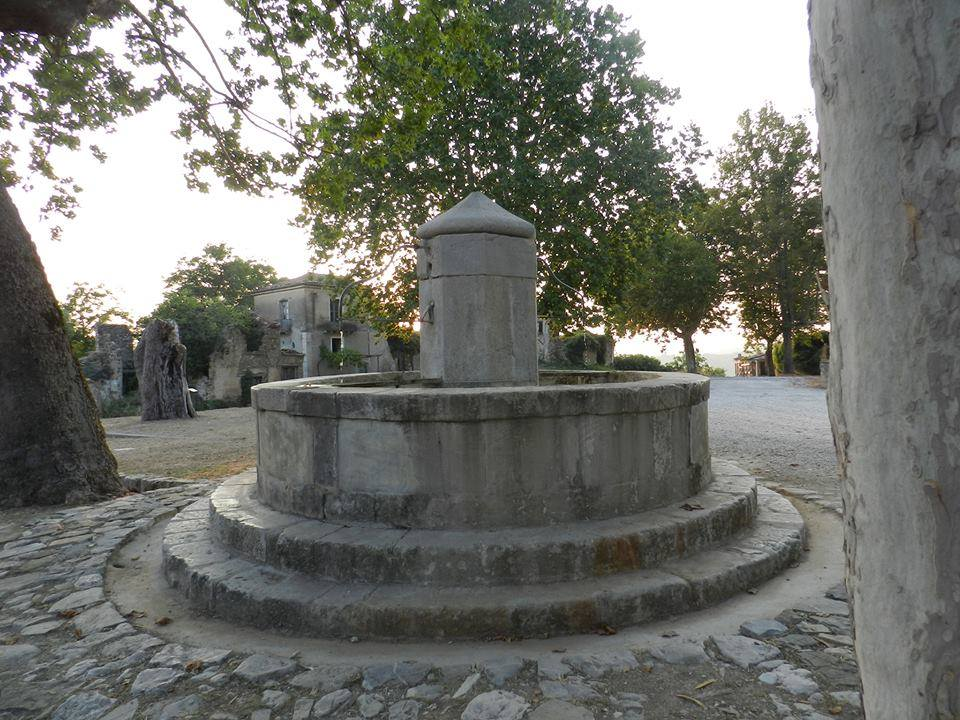
La fontana, simbolo di Roscigno Vecchia

Il nome del paese, da ricerche storiche, deriva da Russino, che compare in alcuni scritti del 1086 (custoditi presso l'abbazia territoriale della Santissima Trinità di Cava de' Tirreni), quando il signore di Corneto (Corleto Monforte) donò la chiesa di S. Venere all'abbazia di Cava.

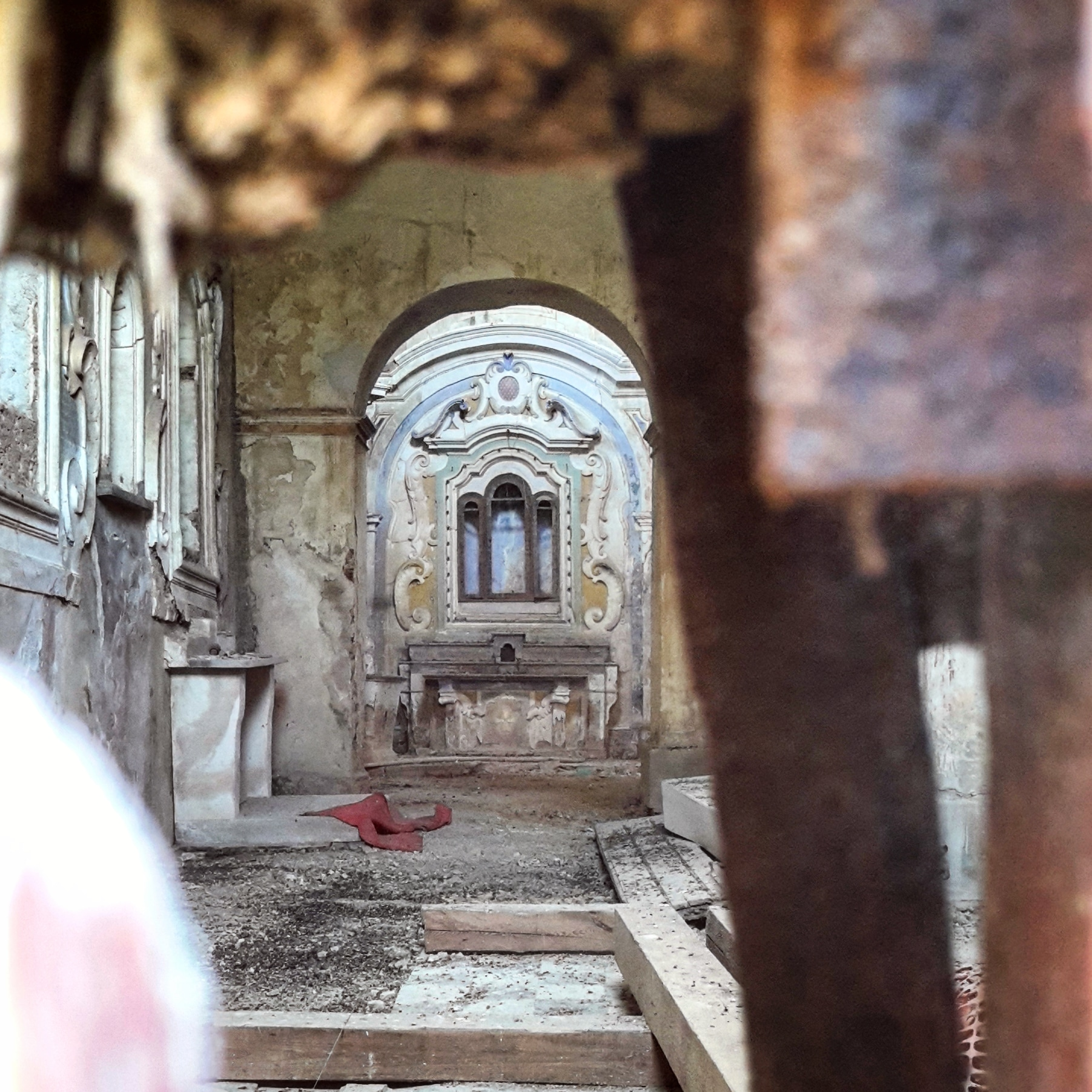
Roscigno Vecchia, interno della chiesa di San Nicola di Bari

Il piccolo borgo di Russigno, o Ruscigni, si può trovare menzionato in molti scritti di epoca medievale.
I primi insediamenti abitativi, che costituirono uno dei primi nuclei abitati di Roscigno Vecchia, si formarono verso la fine dell'anno mille intorno ad un monastero di Benedettini che fu costruito ad un miglio a sud dalla località chiamata "Piano".
La loro formazione si ebbe per esigenze logistiche da parte dei pastori, porcari e bovari di Corleto Monforte che, stanchi di percorrere tutti i giorni la distanza (circa 4 km) tra l'attuale centro abitato di Roscigno Vecchia e l'antico centro medievale di Corleto Monforte, decisero di costruire degli insediamenti abitativi vicini al monastero dei Benedettini e la chiesa di Santa Venere.
Nel 1268 Roscigno Vecchia contava una popolazione di 110 fuochi.
Nel 1303 un documento di tipo testamentario certifica e testimonia la presenza sul territorio di Rosinii, appartenente alla Baronia dei Fasanella, di frati ospedalieri.
L'anno 1515 è un anno fondamentale nella storia della comunità di Roscigno, allora feudo dei San Severino.
In tale anno si verifica l'autonomia del comune dalla proprietà del comune di Corleto Monforte e la storica e definitiva separazione amministrativa dallo stesso. La piccola comunità di Roscigno passa di mano e raggiunge la sua autonomia completa con l'acquisto da parte del feudatario Michele Soria, per la somma di 15.000 ducati, dei territori collinari e montani che andavano dalle "Difese di Galdo" e della "Costa del Monte", al "Cellino" ed alle "Serricelle".
Dal 1811 al 1860 Roscigno ha fatto parte del circondario di Sant'Angelo a Fasanella, appartenente al Distretto di Campagna del Regno delle Due Sicilie.
Nel 1817 iniziarono i lavori per la costruzione del camposanto in Roscigno Vecchia, a seguito dell'applicazione dell'Editto di Saint Cloud per cui i morti non vennero più inumati nelle chiese e nelle cappelle dell'antico centro abitato.
Durante i moti del Cilento del 1848, il centro storico fu il palcoscenico di una sommossa in cui gli insorti provocarono l'incendio doloso dell'archivio regio.
Nel 1860 molti cittadini di Roscigno aderirono alla rivolta contro i Borboni e furono contenti per l'annessione al Piemonte; alcuni di loro fecero parte della colonna organizzata da Lorenzo Curzio che prese parte prima alla repressione dei moti filo-borbonici che erano sorti nell'avellinese e poi alla battaglia del Volturno.
Dal 1860 al 1927, durante il Regno d'Italia, ha fatto parte del mandamento di Sant'Angelo a Fasanella, appartenente al Circondario di Campagna.

### Briganti

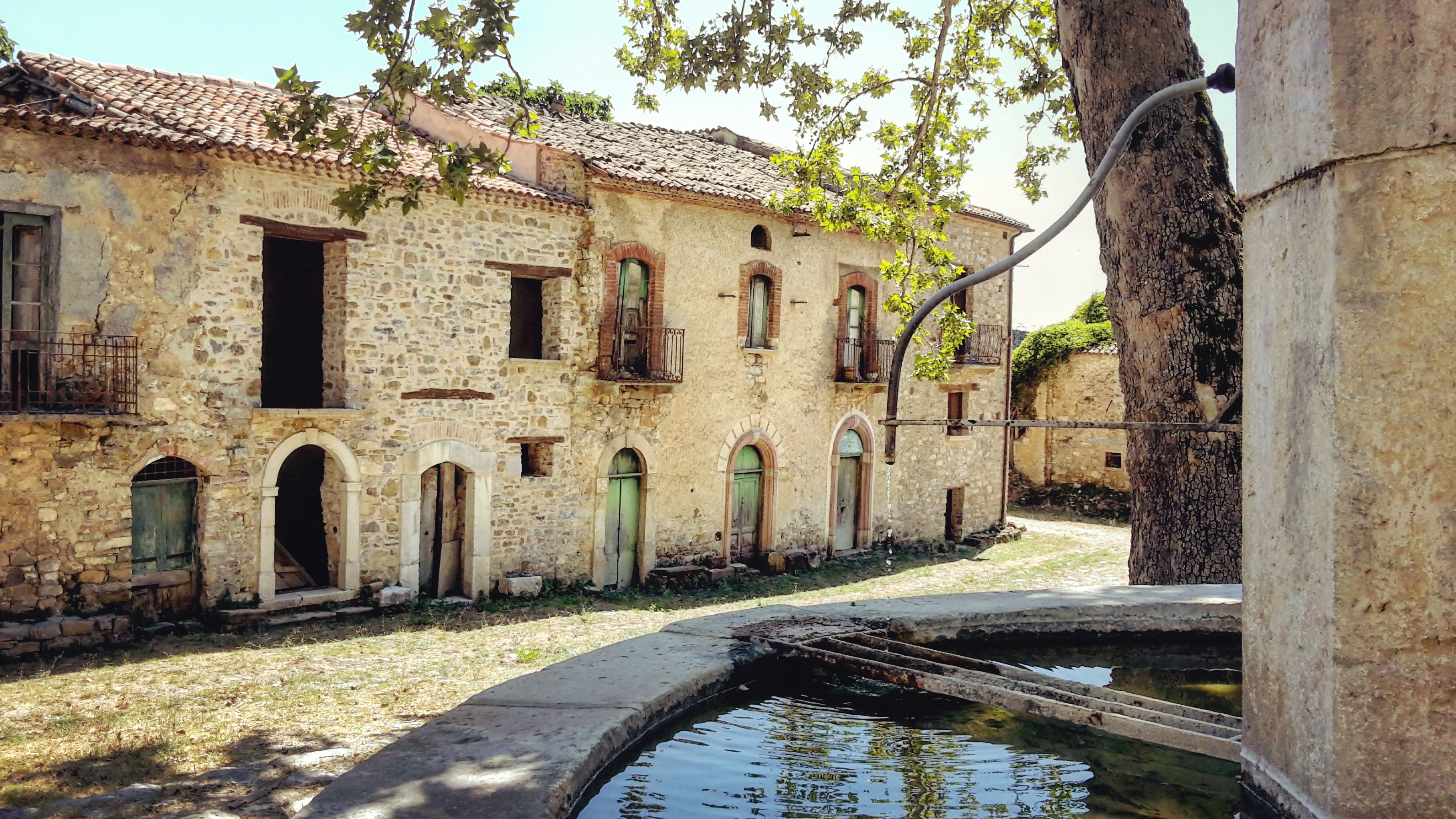
Roscigno Vecchia, piazza Nicotera

La sera del 7 luglio 1866, verso le ore 21, in piazza Giovanni Nicotera si verificò un'invasione di bande di briganti capeggiate da Angelo Croce e Francesco Mazzei, che lasciarono a terra due morti e molteplici feriti.

### Roscigno tra frane e alluvioni

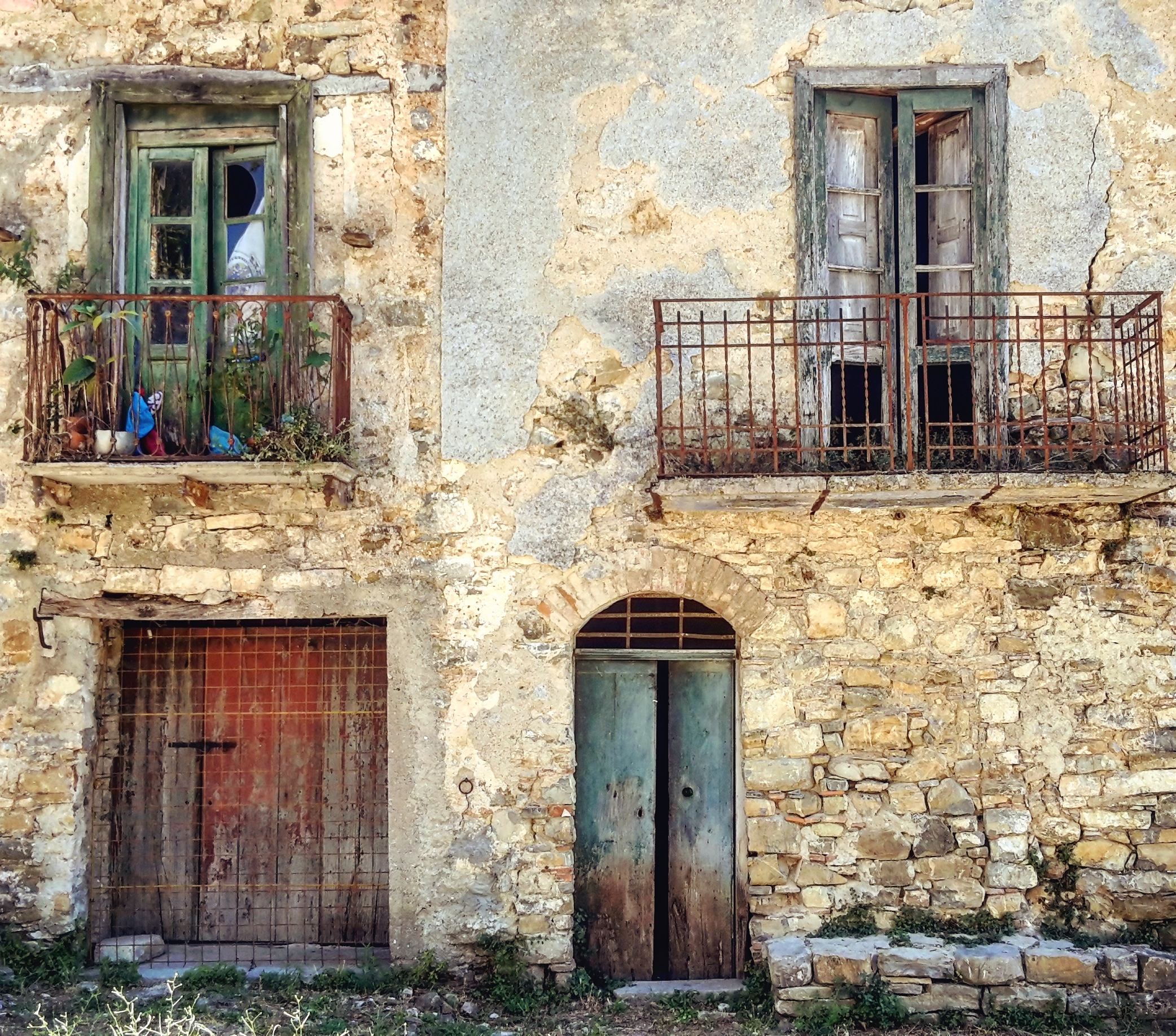
Roscigno Vecchia

L'instabilità del terreno è una variabile che gli abitanti di Roscigno hanno sempre tenuto in considerazione nel corso dei secoli.
Roscigno è stato riedificato per tre volte a causa delle frane, prima intorno al 1600, poi intorno al 1700 e, infine, agli inizi del Novecento, costringendo gli abitanti di Roscigno Vecchia alla migrazione forzosa dalle zone più basse del centro storico verso la località nominata "Piano" (in cui oggi è situata l'imponente piazza Giovanni Nicotera). Da questo nasce il mito del "paese che cammina", come viene spesso definito Roscigno.
Nel 1776, nella zona chiamata "Bella Pala" (vicina alla zona interessata dalla frana in località "Molinello"), si è formato un piccolo laghetto a seguito di una depressione del terreno. Nell'aprile del 1776 un certo Francesco Mazzeo si tuffò nel laghetto di Bella Pala per misurare e vedere il fondo, ma, purtroppo, se ne persero le tracce per 8 giorni, fino a quando non fu rinvenuto il suo cadavere.

### Simboli
Lo stemma e il gonfalone sono stati concessi con decreto del presidente della Repubblica del 22 aprile 2022.
Il gonfalone è un drappo partito di bianco e d'azzurro.

## Monumenti e luoghi d'interesse
- Area archeologica di Monte Pruno
- Centro storico di Roscigno Vecchia
- Sorgenti del torrente Sammaro, tra i comuni di Roscigno e Sacco
- Sentiero storico, archeologico e trekking "trazzera degli stranieri"

### Siti archeologici
Nel territorio collinare di Roscigno, a quasi due chilometri dal centro abitato, si trova il sito archeologico del Monte Pruno, sede di un vasto insediamento enotrio e lucano databile tra il VII e il III secolo a.C.
Di particolare rilevanza una tomba principesca rinvenuta nel 1938, il cui ricco corredo è conservato presso il Museo archeologico provinciale di Salerno.
Altri ritrovamenti sporadici risalgono agli anni venti, ma ricerche sistematiche si sono svolte a partire dagli anni ottanta ed i ritrovamenti stanno delineando e tracciando una estesissima e ricchissima necropoli.

## Società

### Evoluzione demografica
Abitanti censiti

## Cultura

### Istruzione

#### Musei
- Antiquarium e laboratorio di archeologia sugli scavi di Monte Pruno
- Museo d'arte sacra in piazza Europa (Roscigno Nuovo)

### Cinema
I principali film girati a Roscigno Vecchia sono stati:
- Cavalli si nasce, di Sergio Staino
- Noi credevamo, di Mario Martone
- Radio west, di Alessandro Valori
- Attenti al gorilla, di Luca Miniero
- "Anatar", di Alan Smithee

## Infrastrutture e trasporti

### Strade
- Strada statale 166 degli Alburni
- Strada provinciale 145 Roscigno Nuovo-Roscigno Vecchio.
- Strada provinciale 342 Innesto ex SS 166-Roscigno-Sacco-Innesto SP 11.
- Strada provinciale 418 Roscigno-Bellosguardo.
- Strada provinciale 440 Innesto Isca Tufolo-Ponte sul Torrente Fangiola-Villa Littorio.

### Ponti
- Ponte di Sacco: ponte che collega il comune di Roscigno con il comune di Sacco.

## Amministrazione

### Sindaci
| Periodo           | Periodo           | Primo cittadino  | Partito                                      | Carica                    | Note |
| ----------------- | ----------------- | ---------------- | -------------------------------------------- | ------------------------- | ---- |
| 23 aprile 1995    | 3 marzo 1998      | Ernesto Picecchi | PPI                                          | Sindaco                   |      |
| 14 marzo 1998     | 24 maggio 1998    | Ada Ferrara      | -                                            | Commissario straordinario |      |
| 24 maggio 1998    | 11 settembre 2001 | Armando Mazzei   | Centro                                       | Sindaco                   |      |
| 11 settembre 2001 | 26 maggio 2002    | Ada Ferrara      | -                                            | Commissario straordinario |      |
| 27 maggio 2002    | 27 maggio 2007    | Armando Mazzei   | Centro                                       | Sindaco                   |      |
| 28 maggio 2007    | 16 novembre 2011  | Luca Iannuzzi    | Lista civica                                 | Sindaco                   |      |
| 16 novembre 2011  | 6 maggio 2012     | Roberto Amantea  | -                                            | Commissario straordinario |      |
| 7 maggio 2012     | 25 maggio 2014    | Armando Mazzei   | Lista civica Per una nuova primavera         | Sindaco                   |      |
| 25 maggio 2014    | in carica         | Pino Palmieri    | Lista civica di centro-destra Roscigno Unita | Sindaco                   |      |

### Altre informazioni amministrative
Il comune fa parte della comunità montana Alburni.
Le competenze in materia di difesa del suolo sono delegate dalla Campania all'autorità di bacino interregionale del fiume Sele.